# Mannō
Mannō (japanska: まんのう町?, Mannō-chō) är en landskommun (köping) i Kagawa prefektur i Japan. 
2006 inkorporerades kommunerna Chūnan och Kotonami.